# Земљина маса
Земљина маса (симбол М🜨) мерна је јединица у астрономији која се изједначава са масом планете Земље. Употребљава се за изражавање и опис масе терестричких планета и других мањих небеских тела. Њена вредност у СИ ситему је следећа:
{\displaystyle m_{\oplus }=5{,}9722\cdot 10^{24}{\hbox{ kg}}\!\,}
Преостала три терестричка планета унутар Сунчевог система имају следеће вредности земљине масе:
- Меркур 0,055 М🜨
- Венера 0,815 М🜨
- Марс 0,107 М🜨

Једна Земљина маса може да се претвори у следеће вредности:
- 1 🜨 = 81,3 М Месеца
- 1 🜨 = 0,00315 Ј Јупитера (Јупитер има 317,83 Земљине масе)
- 1 🜨 = 0,0105 МS Сатурна (Сатурн има 95,16 Земљиних маса)
- 1 🜨 = 0,0583 МN Нептуна (Нептун има 17,147 Земљиних маса)
- 1 🜨 = 0,000003003 ☉ (Сунце има 332.946 Земљиних маса).